# 葛绍岩
葛绍岩（1925年—2010年8月16日），男，山东泰安人，中国工程热物理学家、传热传质学家，曾任中国科学院工程热物理研究所研究员、博士生导师。